# Эйкен, Дэвид
Дэвид Уиатт Эйкен (англ. D. Wyatt Aiken; 17 марта 1828 — 6 апреля 1887) — американский военный и политик, командир 7-го Южнокаролинского полка в годы Гражданской войны, член конгресса США от Южной Каролины в послевоенные годы. Троюродный брат губернатора Южной Каролины, Уильяма Эйкена.

## Ранние годы
Эйкен родился в Уиннсборо, Южная Каролина, в семье Дэвида Эйкена (1786 - 1860) и Нэнси Кэрр (1794 - 1859). Он прошёл обучение у частных учителей, окончил Институт Монт-Сион в Уиннсборо и Южнокаролинский Колледж в Колумбии в 1849 году. Два года он преподавал в колледже, а в 1852 году женился на Марте Гайлард и занялся земледелием. Он купил плантацию и совершил несколько путешествий по Европе и США. Он так же стал редактором газеты "News and Herald". Марта умерла в 1855 году и Эйкен повторно женился на Кэролайн Смит (1832 - 1900). В 1855 году он стал членом общества State Agricultural Society.